# Josef Rust
Josef Rust (* 12. November 1907 in Blumenthal (Bremen); † 5. Juli 1997 in Kassel) war ein deutscher Jurist, politischer Beamter und Staatssekretär (CDU).

## Biografie

### Familie, Ausbildung und Beruf
Rust war der Sohn eines Schulrektors. Er studierte von 1926 bis 1929 Rechts- und Staatswissenschaften an der Universität Göttingen, der Universität München und der Universität Berlin. Er wurde zum Dr. jur. promoviert.

#### Ministerialbürokratie
Rust trat zum 1. Mai 1933 der NSDAP bei (Mitgliedsnummer 2.597.338). Von 1933 bis 1934 war er bei der SA und wechselte dann zum NSKK. Danach wurde er Assessor in der Rechtsabteilung im Reichswirtschaftsministerium und er verblieb in der Ministerialbürokratie. Er wurde später Referatsleiter in der Kreditabteilung und war im Zweiten Weltkrieg Oberregierungsrat im Reichswirtschaftsministerium und als Militärverwaltungsoberrat Referatsleiter in Alfred Rosenbergs Reichsministerium für die besetzten Ostgebiete.
Nach dem Krieg arbeitete Rust bei einem Bauern als Knecht und war in Oldenburg Rechtsanwalt. 1948 wurde er als Oberregierungsrat im niedersächsischen Finanzministerium eingestellt.
Bereits 1949 wechselte er zum Bundeskanzleramt. Er wurde als Ministerialrat Referatsleiter des Kanzlerbüros und begleitete in dieser Funktion Bundeskanzler Konrad Adenauer bei verschiedenen Auslandsbesuchen.
1952 wurde er Montan-Abteilungsleiter (III) im Bundeswirtschaftsministerium und zum Ministerialdirektor befördert, die Stufe Ministerialdirigent übersprang er. Er war von 1955 bis 1959 Staatssekretär im Bundesministerium der Verteidigung und somit Vertreter von Verteidigungsminister Theodor Blank und ab 1956 von Franz Josef Strauß. In dieser Zeit war er maßgeblich für die Wiederaufrüstung der Bundeswehr verantwortlich. Im Sommer 1959 nahm er seinen Abschied. Als Staatssekretär ersetzte Strauß den „zuwenig hantierbaren“ Rust durch Volkmar Hopf.

#### In der Wirtschaft
Er war ab 1959 Vorstandsvorsitzender und ab 1966 Aufsichtsratsvorsitzender des Energieunternehmens Wintershall AG in Kassel. In acht Aufsichtsräten war er aktiv u. a. von 1966 bis 1974 als Aufsichtsratsvorsitzender der Volkswagenwerk AG. Rust war zudem Aufsichtsratsvorsitzender des Stumm-Konzerns, als dieser im Oktober 1974, bedingt durch Betrug, zusammenbrach.

### Politik und weitere Mitgliedschaften
Rust war Mitglied der CDU und Gründungsmitglied des Wirtschaftsrates der CDU.

Rust war seit 1926 Mitglied der katholischen Studentenverbindung AV Palatia Göttingen im CV.

### Ehrungen
- Rust wurde mit dem Großen Bundesverdienstkreuz mit Stern und Schulterband ausgezeichnet.